# 劳伦·博伊尔
劳伦·博伊尔（英語：Lauren Marie Boyle，1987年12月14日—）生于奥克兰，是一位新西兰女子游泳运动员，她参加过三次英联邦运动会和2008年、2012年和2016年三届奥林匹克运动会。

## 主要成绩

### 世界游泳锦标赛
银牌
- 2015年喀山：800米自由泳
- 2015年喀山：1500米自由泳

铜牌
- 2013年巴塞罗纳：400米自由泳
- 2013年巴塞罗纳：800米自由泳
- 2013年巴塞罗纳：1500米自由泳